# Cleptometopus javanicus
Cleptometopus javanicus är en skalbaggsart som beskrevs av Stefan von Breuning 1943. Cleptometopus javanicus ingår i släktet Cleptometopus och familjen långhorningar. Inga underarter finns listade i Catalogue of Life.